# John L. Kelley
John L. Kelley   (Merriam, 6 de desembre de 1916 - Oakland i Berkeley, 26 de novembre de 1999) va ser un matemàtic estatunidenc.

## Vida i Obra
Kelley va viure la seva infància i primera joventut a diferents pobles rurals. La seva escolarització va començar a Meno (Oklahoma), però després la família es va traslladar a Gunnison (Colorado), fins que el 1930 es van assentar definitivament a Los Angeles, on van ser uns més dels milers d'okies que hi havia a la ciutat i els seus voltants. El 1933 va acabar els estudis secundaris al Los Angeles Junior College i va ingressar a la universitat de Califòrnia a Los Angeles (UCLA) en la qual es va graduar el 1937 i se'n va anar a la universitat de Virgínia per a fer el doctorat, ja que a Los Angeles encara no es feien cursos de doctorat en matemàtiques.
Després d'obtenir el doctorat el 1940 a Virgínia, va ser professor de la universitat de Notre Dame, però aviat va ser contractat pels laboratoris de recerca militars d'Aberdeen Proving Ground a Maryland on va investigar en balística durant tota la Segona Guerra Mundial. Acabada la guerra el 1945, va ser professor de la universitat de Chicago i de l'Institut d'Estudis Avançats de Princeton, fins que el 1947 va ser contractat per la universitat de Califòrnia a Berkeley, de la qual va ser acomiadat el 1950 en negar-se a signar el jurament de lleialtat exigit per les autoritats. Els anys següents va ser professor a les universitats de Kansas i Tulane, fins que el 1953 va ser readmès a Berkeley en decretar els tribunals la il·legalitat del jurament que se'ls exigia. Va romandre a Berkeley la resta de la seva vida. El 1985 es va retirar, passant a ser professor emèrit de la universitat.
Els seus treballs científics van ser en els camps de la topologia i de l'anàlisi funcional. El seu llibre General Topology (1955) va esdevenir un clàssic en la matèria a totes les universitats. A més, en l'apèndix del llibre, descrivia la teoria de conjunts MK (Morse-Kelley), com una extensió de les teories NBG o ZFC.
També és recordat com un home de principis profunds, nascuts de les injustícies que va presenciar durant la Gran Depressió i defensats amb fermesa durant tota la seva vida.